# Weede (dorp)
Weede of Weeda was een dorp op de Groote of Hollandsche Waard dat tijdens de Sint-Elisabethsvloed van 1421 werd verzwolgen door het water. Grofweg lag het dorp midden in de Nieuw-Bonaventurapolder, mogelijk in de buurt van de Hoeve Schawacht in de buurtschap Mookhoek (gemeente Hoeksche Waard). De inwoners van Weede trokken na de vloed naar de ringdijk van de Groote Waard en stichtten daar het nu nog bestaande Cillaarshoek.  
In Weede stond direct aan de Maasoever een strategisch belangrijk groot kasteel dat gebouwd is in het begin van de 13e eeuw. Met een grondplan van 50 x 75 meter was het vermoedelijk het grootste kasteel van Nederland uit die tijd. De restanten van dit kasteel werden in 1957 ontdekt. Een aantal muurresten tot een hoogte van 1,50 meter staat nog overeind.
Het dorp was verder in het bezit van een kerk met een daaraan verbonden geestelijke. Het (eveneens verdronken) dorp Broek viel onder de parochie Weede.